# Álvaro Rodríguez (calciatore 2004)
Álvaro Daniel Rodríguez Muñoz (Palamós, 14 luglio 2004) è un calciatore uruguaiano con cittadinanza spagnola, attaccante dell'Elche.

## Biografia
Nasce a Palamós da madre spagnola e padre uruguaiano, Coquito, ex calciatore professionista.

## Caratteristiche tecniche
Álvaro è una prima punta mancina, che fa della stazza il suo punto di forza, che gli permette di avere una buona visione di gioco. Secondo il quotidiano Marca, Álvaro Rodríguez eccelle nella lettura del gioco e nei movimenti. Attacca bene gli spazi e fornisce buoni corridoi per i centrocampisti.

## Carriera

### Club
Cresciuto nel vivaio del Girona, nel 2020 viene acquisito dal Real Madrid. Il 18 febbraio 2023 esordisce in prima squadra ed esattamente a una settimana di distanza mette a segno la sua prima rete da professionista, nell'1-1 finale tra blancos e Atlético Madrid.
Nel 2024 passa in prestito al Getafe. Il 22 novembre seguente segna la sua prima rete in maglia azul, siglando il 2-0 con cui la squadra batte il Real Valladolid.

### Nazionale
Álvaro fu incluso tra i convocati della Spagna Under-18 per partecipare ai Giochi del Mediterraneo. Prese parte a tutti gli incontri e mise a segno una rete. Il 22 agosto 2022 comunica l'intenzione di voler giocare per la nazionale dell'Uruguay.
Nel gennaio del 2023, viene incluso da Marcelo Broli nella rosa della nazionale Under-20 uruguaiana partecipante al campionato sudamericano di categoria in Colombia. Il 26 gennaio realizza una tripletta contro la Bolivia, nell'incontro che si conclude con la vittoria dell'Uruguay per 4-1. Il percorso si conlcude con il secondo posto nel girone alle spalle del Brasile.

## Statistiche
Statistiche aggiornate al 30 giugno 2025.

### Presenze e reti nei club
| Stagione                    | Squadra                     | Campionato                  | Campionato | Campionato | Coppe nazionali | Coppe nazionali | Coppe nazionali | Coppe continentali | Coppe continentali | Coppe continentali | Altre coppe | Altre coppe | Altre coppe | Totale | Totale | Totale |
| Stagione                    | Squadra                     | Comp                        | Pres       | Reti       | Comp            | Pres            | Reti            | Comp               | Pres               | Reti               | Comp        | Pres        | Reti        | Pres   | Reti   |        |
| --------------------------- | --------------------------- | --------------------------- | ---------- | ---------- | --------------- | --------------- | --------------- | ------------------ | ------------------ | ------------------ | ----------- | ----------- | ----------- | ------ | ------ | ------ |
| 2021-2022                   | Real M. Castilla            | SDB                         | 17         | 4          |                 | -               | -               |                    | -                  | -                  |             | -           | -           | 17     | 4      |        |
| 2022-2023                   | Real M. Castilla            | SDB                         | 28         | 7          |                 | -               | -               |                    | -                  | -                  |             | -           | -           | 28     | 7      |        |
| 2023-2024                   | Real M. Castilla            | SDB                         | 1          | 0          |                 | -               | -               |                    | -                  | -                  |             | -           | -           | 1      | 0      |        |
| Totale Real Madrid Castilla | Totale Real Madrid Castilla | Totale Real Madrid Castilla | 47         | 11         |                 | -               | -               |                    | -                  | -                  |             | -           | -           | 47     | 11     |        |
| 2022-2023                   | Real Madrid                 | PD                          | 6          | 1          | CR              | 2               | 0               | UCL                | 0                  | 0                  | SS+SU+Cmc   | 0           | 0           | 8      | 1      |        |
| 2023-2024                   | Real Madrid                 | PD                          | 1          | 0          | CR              | 1               | 0               | UCL                | -                  | -                  | SS          | -           | -           | 2      | 0      |        |
| Totale Real Madrid          | Totale Real Madrid          | Totale Real Madrid          | 7          | 1          |                 | 3               | 0               |                    | 0                  | 0                  |             | 0           | 0           | 10     | 1      |        |
| 2024-2025                   | Getafe                      | PD                          | 22         | 2          | CR              | 0               | 0               | -                  | -                  | -                  | -           | -           | -           | 22     | 2      |        |
| Totale carriera             | Totale carriera             | Totale carriera             | 76         | 14         |                 | 3               | 0               |                    | 0                  | 0                  |             | 0           | 0           | 79     | 14     |        |

### Cronologia presenze e reti in nazionale
| Cronologia completa delle presenze e delle reti in nazionale ― Uruguay under 20 | Cronologia completa delle presenze e delle reti in nazionale ― Uruguay under 20 | Cronologia completa delle presenze e delle reti in nazionale ― Uruguay under 20 | Cronologia completa delle presenze e delle reti in nazionale ― Uruguay under 20 | Cronologia completa delle presenze e delle reti in nazionale ― Uruguay under 20 | Cronologia completa delle presenze e delle reti in nazionale ― Uruguay under 20 | Cronologia completa delle presenze e delle reti in nazionale ― Uruguay under 20 | Cronologia completa delle presenze e delle reti in nazionale ― Uruguay under 20 |
| Data                                                                            | Città                                                                           | In casa                                                                         | Risultato                                                                       | Ospiti                                                                          | Competizione                                                                    | Reti                                                                            | Note                                                                            |
| ------------------------------------------------------------------------------- | ------------------------------------------------------------------------------- | ------------------------------------------------------------------------------- | ------------------------------------------------------------------------------- | ------------------------------------------------------------------------------- | ------------------------------------------------------------------------------- | ------------------------------------------------------------------------------- | ------------------------------------------------------------------------------- |
| 22-1-2023                                                                       | Palmira                                                                         | Cile under 20                                                                   | 0 – 3                                                                           | Uruguay under 20                                                                | Sudamericano Under-20 2023 - 1º turno                                           | -                                                                               | 64’                                                                             |
| 26-1-2023                                                                       | Palmira                                                                         | Uruguay under 20                                                                | 4 – 1                                                                           | Bolivia under 20                                                                | Sudamericano Under-20 2023 - 1º turno                                           | 3                                                                               |                                                                                 |
| 1-2-2023                                                                        | Bogotà                                                                          | Uruguay under 20                                                                | 1 – 0                                                                           | Colombia under 20                                                               | Sudamericano Under-20 2023 - 2º turno                                           | -                                                                               | 69’                                                                             |
| 3-2-2023                                                                        | Bogotà                                                                          | Uruguay under 20                                                                | 2 – 1                                                                           | Ecuador under 20                                                                | Sudamericano Under-20 2023 - 2º turno                                           | -                                                                               | 64’                                                                             |
| 6-2-2023                                                                        | Bogotà                                                                          | Venezuela under 20                                                              | 1 – 4                                                                           | Uruguay under 20                                                                | Sudamericano Under-20 2023 - 2º turno                                           | 2                                                                               |                                                                                 |
| 9-2-2023                                                                        | Bogotà                                                                          | Uruguay under 20                                                                | 1 – 0                                                                           | Paraguay under 20                                                               | Sudamericano Under-20 2023 - 2º turno                                           | -                                                                               | 65’                                                                             |
| 13-2-2023                                                                       | Bogotà                                                                          | Brasile under 20                                                                | 2 – 0                                                                           | Uruguay under 20                                                                | Sudamericano Under-20 2023 - 2º turno                                           | -                                                                               | 60’                                                                             |
| Totale                                                                          |                                                                                 | Presenze                                                                        | 7                                                                               |                                                                                 | Reti                                                                            | 5                                                                               |                                                                                 |

## Palmarès

### Club

#### Competizioni nazionali
- Coppa di Spagna: 1

Real Madrid: 2022-2023
- Supercoppa di Spagna: 1

Real Madrid: 2024
- Campionato spagnolo: 1

Real Madrid: 2023-2024

#### Competizioni internazionali
- UEFA Champions League: 1

Real Madrid: 2023-2024